# Google Arts & Culture
Google Arts & Culture, anteriormente chamado Google Art Project, é um site mantido pelo Google em colaboração com museus espalhados por diversos países. Utilizando tecnologia do Street View, o site oferece visitas virtuais gratuitas a algumas das maiores galerias de arte do mundo. Ao "transitar" pelas galerias, é possível também visualizar imagens em alta resolução de obras selecionadas de cada museu.
O serviço entrou no ar em 1 de fevereiro de 2011, com os acervos do Alte Nationalgalerie e Gemäldegalerie, em Berlim; Freer Gallery of Art, em Washington; The Frick Collection, The Metropolitan Museum of Art e MoMA, em Nova York; Uffizi, em Florença; National Gallery e Tate Britain, em Londres; Museu Reina Sofia e Museu Thyssen, em Madri; Palácio de Versalhes, na França; Museu Kampa, em Praga; Museu Van Gogh e Rijksmuseum, em Amsterdã; Museu Estatal Hermitage, em São Petersburgo; e a Galeria Estatal Tretyakov, em Moscou.
De acordo com o Google, sua aproximação junto às instituições não seguiu qualquer direção curadorial, e cada museu pôde escolher o número de galerias, obras de arte e informações que pretendiam disponibilizar. Por questões de direitos autorais, algumas das obras capturadas com o Street View precisaram ser censuradas.
Em 3 de abril de 2012 foi lançada a segunda fase do projeto, com o número de acervos digitalizados passando de 17 para 151, tornando o número de obras de arte disponíveis superior a 32 000. A plataforma agora está disponível em 18 idiomas, incluindo o Português, Japonês, Indonésio, Francês, Italiano e o Polonês.

## Art Project Gigapixels
No contexto do então Google Art Project, o Google deu especial atenção a algumas obras específicas, digitalizando-as por meio da tecnologia de gigapixel, o que permite sua visualização em até 7 bilhões de pixels. Museus puderam escolher uma de suas obras de arte para ser capturada em resolução de um gigapixel. No caso do Brasil, duas obras receberam tal processo de digitalização: a obra Saudade de Almeida Jr., localizada na Pinacoteca do Estado; e no MAM, por sua vez, o painel da dupla Osgemeos (Gustavo e Otávio Pandolfo) exposto no lado externo do museu.